# Kloosterhof (Leiden)
Kloosterhof is een woonbuurt in de Nederlandse stad Leiden, die deel uitmaakt van wijk Stevenshof.